# أق دوز
أق‌ دوز (بالفارسية: اق‌دوز) هي قرية تقع في أذربيجان الغربية في إيران. يقدر عدد سكانها بـ 30 نسمة بحسب إحصاء 2016.